# Théorème de Tykhonov
Pour l’article homonyme, voir Théorème du point fixe de Tychonoff.

L'image montre trois segments compacts. Le théorème dit que le produit, i.e. le parallélépipède plein est toujours compact. L'image montre un cas fini ; le théorème reste vrai si on fait un produit cartésien d'un ensemble infini de compacts.

Le théorème de Tykhonov (ou Tychonoff) est un théorème de topologie qui affirme qu'un produit d'espaces topologiques compacts est compact au sens de la topologie produit. Il a été publié en 1930 par le mathématicien russe Andreï Nikolaïevitch Tikhonov. Il a plusieurs applications en topologie algébrique et différentielle, particulièrement en analyse fonctionnelle, pour la preuve du théorème de Banach-Alaoglu-Bourbaki et le compactifié de Stone-Čech.
Si ce théorème est relativement élémentaire dans le cas d'un produit fini, sa validité dans le cas d'un produit infini est plus étonnante, et se démontre par une méthode non constructive faisant appel à l'axiome du choix. Dans le cas d'un produit dénombrable d'espaces métriques compacts, une forme faible de cet axiome suffit.

## Démonstration dans le cas d'un produit dénombrable de métriques
Dans le cas du produit dénombrable de métriques, l'idée essentielle est de faire de ce produit un espace lui aussi métrique en le munissant d'une distance appropriée, ce qui permet ensuite d'utiliser le théorème de Bolzano-Weierstrass et le fait que la compacité séquentielle est stable par produits dénombrables.

## Démonstration dans le cas général
Un espace est compact si seulement s'il est séparé et s'il est quasi-compact (c'est-à-dire s'il vérifie la propriété de Borel-Lebesgue). Comme tout produit de séparés est séparé pour la topologie produit, il reste à prouver que tout produit de quasi-compacts est quasi-compact et ce, en utilisant l'axiome du choix ou, ce qui est équivalent, le lemme de Zorn.

### Par le théorème d'Alexandersur lesprébases
Soit une famille d'espaces quasi-compacts. Pour prouver que leur produit X est quasi-compact, il suffit, d'après un théorème d'Alexander, de montrer que pour toute partie C de la prébase naturelle du produit, si C ne contient aucun recouvrement fini de X alors C ne recouvre pas X. Pour ce faire, on utilise pour commencer le lemme de Zorn (déjà employé pour démontrer le théorème d'Alexander) et pour finir, l'axiome du choix,,.

### Par la théorie des filtres
On peut donner une démonstration élégante,,, de ce théorème en utilisant la théorie des filtres.

### Par l'utilisation de suites généralisées
Une démonstration du théorème de Tykhonov généralise la démonstration usuelle utilisée dans le cas d'un produit fini ou dénombrable. Elle utilise la caractérisation de la compacité par les suites généralisées. À partir d'une suite généralisée de l'espace produit, elle consiste, par une récurrence transfinie sur les composantes, à extraire une sous-suite généralisée convergente, ce qui prouve la compacité.

### Par la propriété de Borel-Lebesgue pour les fermés
On peut utiliser le fait qu'un espace X est quasi-compact si et seulement si, pour toute famille {\displaystyle {\mathcal {F}}} de fermés de X dont les intersections finies sont non vides, {\displaystyle \bigcap _{F\in {\mathcal {F}}}F} est non vide.

## Équivalence avec l'axiome du choix
Nous avons précédemment évoqué l'équivalence du théorème de Tychonov avec l'axiome du choix. Il est important de noter que cette équivalence n'a lieu que si l'on considère la définition anglophone de la compacité, qui correspond à la quasi-compacité francophone (l'espace vérifie la propriété de Borel-Lebesgue mais n'est pas séparé a priori). Dans le cas de la compacité francophone (on impose de plus que l'espace soit séparé), le théorème de Tychonov est équivalent à une version strictement plus faible de l'axiome du choix : le théorème de l'idéal premier dans une algèbre de Boole.
Pour prouver cette équivalence (dans le cas anglophone), nous allons utiliser une légère variante de la topologie cofinie qui possède une propriété très intéressante : tout espace est quasi-compact pour la topologie cofinie.
Soit donc {\displaystyle (A_{i})_{i\in I}} une famille d'ensembles non vides, nous voulons montrer {\displaystyle \prod _{i\in I}A_{i}\neq \varnothing }. On se donne un élément, noté {\displaystyle \infty }, n'appartenant pas à la réunion des Ai, on pose {\displaystyle X_{i}=A_{i}\bigcup \{\infty \}}, et l'on munit {\displaystyle X_{i}} de la topologie formée de l'ensemble vide, de tous les ensembles de complémentaire fini, et du singleton {\displaystyle \{\infty \}} (on vérifie qu'alors, on a bien une topologie et {\displaystyle X_{i}} est quasi-compact). Par Tychonov (anglophone), le produit {\displaystyle X} des {\displaystyle X_{i}} est quasi-compact.
On remarque que, en notant {\displaystyle p_{i}:X\to X_{i}} la i-ème projection, on a : {\displaystyle \prod _{i\in I}A_{i}=\bigcap _{i\in I}p_{i}^{-1}(A_{i})}. Or {\displaystyle X} est quasi-compact : pour montrer que {\displaystyle \bigcap _{i\in I}p_{i}^{-1}(A_{i})\neq \varnothing }, on va se servir de la contraposée de la propriété de Borel-Lebesgue pour les fermés : si chaque {\displaystyle p_{i}^{-1}(A_{i})} est fermé et si toute intersection finie de {\displaystyle p_{i}^{-1}(A_{i})} est non vide, alors l'intersection des {\displaystyle p_{i}^{-1}(A_{i})} est non vide, ce qui achèvera la preuve.
Or, pour tout {\displaystyle i\in I}, comme {\displaystyle A_{i}} est fermé dans {\displaystyle X_{i}} et {\displaystyle p_{i}} est continue, {\displaystyle p_{i}^{-1}(A_{i})} est fermé. D'autre part, soit {\displaystyle J} une partie finie de {\displaystyle I}, alors {\displaystyle \bigcap _{i\in J}p_{i}^{-1}(A_{i})\neq \varnothing } : en effet, en choisissant, pour chaque {\displaystyle i\in J}, un élément {\displaystyle a_{i}} de {\displaystyle A_{i}}, on peut définir un élément {\displaystyle x=\left(x_{i}\right)_{i\in I}} de cette intersection par {\displaystyle x_{i}=a_{i}} si {\displaystyle i\in J} et {\displaystyle x_{i}=\infty } si {\displaystyle i\in I\setminus J} : on a donc bien la propriété annoncée.